# Áyios Dhimítrios Monemvasiás
Áyios Dhimítrios Monemvasiás (Agios Dimitrios Monemvasias) är en ort i Grekland.   Den ligger i prefekturen Lakonien och regionen Peloponnesos, i den södra delen av landet, 160 km söder om huvudstaden Aten. Áyios Dhimítrios Monemvasiás ligger 271 meter över havet och antalet invånare är 179.
Terrängen runt Áyios Dhimítrios Monemvasiás är lite kuperad.Runt Áyios Dhimítrios Monemvasiás är det ganska glesbefolkat, med 23 invånare per kvadratkilometer. Närmaste större samhälle är Monemvasía, 10,7 km öster om Áyios Dhimítrios Monemvasiás. 